# Rubus domingensis
Rubus domingensis es una especie de planta del género Rubus, perteneciente a la familia Rosaceae.

## Taxonomía
Rubus domingensis fue descrita por Wilhelm Olbers Focke en 1890.

## Distribución
Se encuentra en el territorio de República Dominicana.